# Dennis Quaid
Dennis William Quaid (Houston, 9 april 1954) is een Amerikaans acteur. Hij werd in 2003 genomineerd voor een Golden Globe voor zijn bijrol in Far from Heaven. Meer dan vijf andere acteerprijzen werden hem daadwerkelijk toegekend.

## Filmcarrière
Na enkele kleine rolletjes eind jaren zeventig maakte hij in 1979 voor het eerst indruk in de film Breaking Away. Zijn doorbraak volgde in 1983 met zijn rol als astronaut in de film The Right Stuff, waar hij goede kritieken voor kreeg. Hierna kreeg hij meer aanbiedingen voor rollen. In 1987 was hij onder andere te zien in The Big Easy en Innerspace. Op de set van de laatste film ontmoette hij zijn latere vrouw, Meg Ryan. In 1989 wist hij veel indruk te maken met de rol van Jerry Lee Lewis in de biografische film Great Balls of Fire.
In de jaren negentig ging het slechter met zijn carrière, mede door een cocaïneverslaving. Enkele films waarin hij te zien was zijn onder andere Postcards from the Edge (1990), met Meryl Streep, en Dragonheart (1996), waarin zijn tegenspeler een draak is met de stem van Sean Connery. Vanaf 1998 leek het beter te gaan met zijn carrière. Dat jaar speelde hij onder andere in de succesvolle remake van de Disneyfilm The Parent Trap (met een kleine Lindsay Lohan in de hoofdrol). Voor zijn rol in de film Far from Heaven van Todd Haynes uit 2002 kreeg hij zeer goede kritieken. Hij werd onder andere genomineerd voor een Golden Globe. In deze film, die zich afspeelt in een buitenwijk in de jaren vijftig, is hij te zien als de echtgenoot (van Julianne Moore) die niet durft uit te komen voor zijn homoseksualiteit.

## Biografie
Quaid heeft een oudere eveneens acterende broer Randy Quaid en een jongere halfbroer. Op Bellaire High School in Bellaire volgde hij zijn eerste dramalessen, later ook op de Universiteit van Houston. Hij stopte voortijdig met zijn studie en ging op zijn twintigste naar Hollywood, waar zijn broer Randy al een acteercarrière begonnen was. De eerste jaren leefde hij in armoede.
Behalve acteur is Quaid ook muzikant en speelt hij in zijn eigen band Dennis Quaid and the Sharks.
Quaid trouwde driemaal: eerst met actrice P.J. Soles van 1978 tot 1983, vervolgens met actrice Meg Ryan van 1991 tot 2001. Met Ryan kreeg hij een zoon, Jack Quaid. Dennis Quaid was drie jaar verloofd met actrice Lea Thompson, die hij leerde kennen op de set van Jaws 3-D. In 2004 trouwde hij met Kimberly Buffington, met wie hij in 2007 via een draagmoeder een tweeling kreeg. In oktober 2012 vroeg zijn vrouw Kimberly de scheiding aan.

## Filmografie
- Reagan (2024)
- The Substance (2024)
- Strays (2023, zichzelf)
- Strange World (2022, stem)
- Blue Miracle (2021)
- Midway (2019)
- The Intruder (2019)
- A Dog's Journey (2019)
- I Can Only Imagine (2018)
- A Dog's Purpose (2017)
- Truth (2015)
- What to Expect When You're Expecting (2012)
- Footloose (2011)
- Soul Surfer (2011)
- Beneath the Darkness (2011)
- The Special Relationship (2010)
- Legion (2010)
- Pandorum (2009)
- G.I. Joe: The Rise of Cobra (2009)
- Legion (2009)
- Horsemen (2009)
- Smart People (2008)
- Vantage Point (2008)
- The Express (2008)
- Terra (2007, stem)
- American Dreamz (2006)
- Yours, Mine and Ours (2005)
- The Alamo (2004)
- The Day After Tomorrow (2004)
- Flight of the Phoenix (2004)
- In Good Company (2004)
- Cold Creek Manor (2003)
- The Rookie (2002)
- Far From Heaven (2002)
- Frequency (2000)
- Traffic (2000)
- Any Given Sunday (1999)
- Savior (1998)
- The Parent Trap (1998)
- Playing by Heart (1998)
- Switchback (1997)
- Gang Related (1997)
- Dragonheart (1996)
- Something to Talk About (1995)
- Wyatt Earp (1994)
- Undercover Blues (1993)
- Flesh and Bone (1993)
- Wilder Napalm (1993)
- Come See the Paradise (1990)
- Postcards from the Edge (1990)
- Great Balls of Fire! (1989)
- D.O.A. (1988)
- Everybody's All-American (1988)
- The Big Easy (1987)
- Innerspace (1987)
- Suspect (1987)
- Enemy Mine (1985)
- Dreamscape (1984)
- Jaws 3-D (1983)
- Tough Enough (1983)
- The Right Stuff (1983)
- Caveman (1981)
- The Night the Lights Went Out in Georgia (1981)
- Stripes (1981)
- All Night Long (1981)
- The Long Riders (1980)
- Gorp (1980)
- Breaking Away (1979)
- The Seniors (1978)
- Our Winning Season (1978)
- September 30, 1955 (1977)
- I Never Promised You a Rose Garden (1977)
- Crazy Mama (1975)